# Dedei Lobo
José Cidenei „Dedei“ Lobo do Nascimento (* 10. November 1962 in Humaitá) ist ein brasilianischer Kommunalpolitiker.

## Werdegang
Lobo, von Beruf Mittelschullehrer, trat als Mitglied des Partido do Movimento Democrático Brasileiro (PMDB) bei den Kommunalwahlen 2012 als Bürgermeisterkandidat an und wurde zum Präfekten der Stadt Humaitá gewählt. Seine erste Amtszeit dauerte vom 1. Januar 2013 bis 31. Dezember 2016. 
Bei den Wahlen in Brasilien 2018 trat er erfolglos für die Partei Avante für das Amt als Landesabgeordneter (Deputado estadual) in der Legislativversammlung von Amazonas an.
Bei der Kommunalwahl in Brasilien 2020 erreichte er mit 10.417 (43,37 %) der gültigen Stimmen die erneute Wahl zum Stadtpräfekten von Humaitá für die Amtszeit von 2021 bis 2024. Diesmal war er für den Partido Social Cristão (PSC) angetreten. Im Wahljahr hatte Humaitá etwas über 56.000 Einwohner auf einem großen Gemeindegebiet von rund 33.111 km².